# Silvia Eiblmayr
Silvia Eiblmayr (* in Berchtesgaden) ist eine österreichische Kunsthistorikerin und Kuratorin.

## Leben und Werk
Eiblmayr wurde in Deutschland geboren und wuchs in Oberösterreich auf und lebt und arbeitet in Wien. Sie hat im Fachbereich Kunstgeschichte an der Universität Wien promoviert und arbeitet als Kuratorin im Bereich zeitgenössische Kunst.
Von 1993 bis 1995 war sie Direktorin des Salzburger Kunstvereins und von 1998 bis 2008 leitete sie die Galerie im Taxispalais in Innsbruck. Ab 1988 hatte Eiblmayr mehrere Lehraufträge und Gastprofessuren in Österreich, Deutschland, der Schweiz und England. Von 1988 bis 2003 lehrte sie an der Universität Wien. Silvia Eiblmayr war 2009 zusammen mit Valie Export Kommissärin des österreichischen Pavillons auf der 53. Biennale von Venedig.
Im Jahre 2000 wurde Eiblmayr der Wissenschaftspreis der Aby-Warburg-Stiftung verliehen. Im Jahr 2019 erhielt sie den Österreichischen Staatspreis für Kunstkritik.